# Rapport aire-volume
Le rapport aire-volume, aussi connu comme le rapport surface-volume ou SA:V, correspond à la quantité de surface d'un objet en fonction de chaque unité de volume. La valeur de ce rapport va influencer les caractéristiques thermiques d'un objet, la réactivité d'un élément chimique, ou la facilité d'un organisme à se nourrir.
L'objet avec le plus faible rapport aire-volume (et donc le moins d'aire par unité de volume) correspond à une sphère, avec des rapports qui augmentent plus l'on s'éloigne de cette forme. Les objets avec le rapport aire-volume le plus élevé sont des fractales, qui ont une surface infinie pour un volume fini.
Cette notion ne doit pas être confondue avec celle de quotient isopérimétrique  qui construit un autre rapport dépendant de la surface et du volume de l'objet et qui, lui, est sans unité et ne dépend ni de l'unité de longueur choisie ni de la taille de l'objet.

## Calcul

### Dimension
Le rapport aire-volume à une dimension physique de L−1 (longueur inverse), et s'exprime donc en unités de longueur inverse : m−1, cm−1 et d'autres.
Par exemple, un cube avec des arêtes de longueur 1 cm aura une aire de 6 cm2 et un volume d'1 cm3. Son rapport aire-surface sera donc :
{\displaystyle {\mbox{SA:V}}={\frac {6~{\mbox{cm}}^{2}}{1~{\mbox{cm}}^{3}}}=6~{\mbox{cm}}^{-1}}.

### Exemples mathématiques
| Objet               | Illustration | Longueur caractéristique {\displaystyle a} | Aire                                             | Volume                                                                        | Rapport aire-volume                                                                                  | Rapport pour un volume de 1 |
| ------------------- | ------------ | ------------------------------------------ | ------------------------------------------------ | ----------------------------------------------------------------------------- | --- | --------------------------- |
| Tétraèdre régulier  |              | arête                                      | {\displaystyle {\sqrt {3}}a^{2}}                 | {\displaystyle {\frac {{\sqrt {2}}a^{3}}{12}}}                                | {\displaystyle {\frac {6{\sqrt {6}}}{a}}\approx {\frac {14.697}{a}}}                                 | 7,21                        |
| Cube                |              | arête                                      | {\displaystyle 6a^{2}}                           | {\displaystyle a^{3}}                                                         | {\displaystyle {\frac {6}{a}}}                                                                       | 6                           |
| Octaèdre régulier   |              | arête                                      | {\displaystyle 2{\sqrt {3}}a^{2}}                | {\displaystyle {\frac {1}{3}}{\sqrt {2}}a^{3}}                                | {\displaystyle {\frac {3{\sqrt {6}}}{a}}\approx {\frac {7.348}{a}}}                                  | 5,72                        |
| Dodécaèdre régulier |              | arête                                      | {\displaystyle 3{\sqrt {25+10{\sqrt {5}}}}a^{2}} | {\displaystyle {\frac {1}{4}}(15+7{\sqrt {5}})a^{3}}                          | {\displaystyle {\frac {12{\sqrt {25+10{\sqrt {5}}}}}{(15+7{\sqrt {5}})a}}\approx {\frac {2.694}{a}}} | 5,31                        |
| Capsule             |              | Diamètre                                   | {\displaystyle 4\pi a^{2}+2\pi a*2a=8\pi a^{2}}  | {\displaystyle {\frac {4\pi a^{3}}{3}}+\pi a^{2}*2a={\frac {10\pi a^{3}}{3}}} | {\displaystyle {\frac {12}{5a}}}                                                                     | 5,251                       |
| Icosaèdre régulier  |              | arête                                      | {\displaystyle 5{\sqrt {3}}a^{2}}                | {\displaystyle {\frac {5}{12}}(3+{\sqrt {5}})a^{3}}                           | {\displaystyle {\frac {12{\sqrt {3}}}{(3+{\sqrt {5}})a}}\approx {\frac {3.970}{a}}}                  | 5,148                       |
| Sphère              |              | rayon                                      | {\displaystyle 4\pi a^{2}}                       | {\displaystyle {\frac {4\pi a^{3}}{3}}}                                       | {\displaystyle {\frac {3}{a}}}                                                                       | 4,83598                     |

### Tendances pour des valeurs de c croissantes

Graphe de l'aire de différents solides en fonction de leurs volumes. Comme on peut l'observer, loin d'être constant, ce rapport devient de plus en plus petit pour des valeurs de longueur plus importantes (traduit par l'éloignement de la courbe y=x).

Étant donné que la surface d'un solide évolue avec le carré de sa longueur, mais que le volume de celui-ci augmente avec le cube de celle-ci, le volume a tendance à augmenter bien plus vite que la surface. Plus la valeur de c augmente, moins il y a d'aire par unité de volume. C'est pourquoi des objets ou des organismes de plus faible taille sont capables d'évacuer (globalement) mieux la chaleur, car celle-ci est produite par la masse (ou le volume) de l'individu, mais son évacuation est liée à la surface du corps. Selon certaines théories, la taille des Pygmées seraient ainsi (partiellement) le fruit d'une adaptation génétique à la chaleur de leur milieu de vie,.

### Lien avec le quotient isopérimétrique
Si on prend comme expression du quotient isopérimétrique : {\displaystyle q={\frac {S^{3}}{V^{2}}}}, on peut exprimer le rapport aire-volume :
{\displaystyle {\frac {S}{V}}={\sqrt {\frac {q}{S}}}={\sqrt[{3}]{\frac {q}{V}}}}
Formule qui confirme l'observation sur l'effet d'échelle : pour une même forme, plus l'objet est grand, plus le rapport surface -volume diminue.
Ces égalités rappellent aussi le caractère optimal de la sphère : d'après le théorème isopérimétrique, {\displaystyle {\frac {S^{3}}{V^{2}}}} est minimal pour la sphère donc, pour une surface donnée, le rapport aire-volume est aussi minimal pour la sphère.

## Applications

### Biologie
Dans le cas des organismes unicellulaires (ou d'une cellule au sein d'un organisme pluricellulaire), le rapport surface/volume a un impact très important sur les échanges entre l'intérieur et son environnement et donc sur la croissance cellulaire.
La surface, représentée par la membrane plasmique, est la structure où entrent les nutriments et où sortent les déchets. Ainsi, l'augmentation de la surface représenterait une augmentation de la vitesse de ces échanges. Le volume du cytoplasme quant à lui représente le lieu des réactions métaboliques et son augmentation demanderait plus de nutriments. Plus la surface de membrane disponible par unité de volume de cytoplasme est grande et plus la croissance pourra être rapide. Ceci explique en partie pourquoi certains organismes unicellulaires ont un temps de génération (division de la cellule mère en 2 cellules filles) plus courts que d'autres.
Ainsi, il faut garder en tête que si on compare 2 cellules avec des tailles différentes, l'importance physiologique ne réside pas dans la différence des diamètres mais surtout dans celle des volumes : si les procaryotes font en moyenne entre 1 et 10 µm de diamètre et les eucaryotes de 10 à 100 µm, le volume des procaryotes est en moyenne 1000 fois plus petit que celui des eucaryotes.
Dans la nature, les formes des cellules sont diverses et variées et le calcul du rapport surface/volume n'est pas aussi simple. Il existe diverses structures qui permettent d'augmenter la surface sans augmenter le volume comme les microvillosités chez les cellules épithéliales intestinales .

### Chimie physique
Les matériaux avec un rapport surface/volume élevé (par exemple, un très petit diamètre, très poreux ou pas compacts) réagissent à des vitesses beaucoup plus rapides que les matériaux monolithiques, car plus de surface est disponible pour réagir. Un exemple est la poussière de grain : alors que le grain n'est généralement pas inflammable, la poussière de grain est explosive. Le sel finement moulu se dissout beaucoup plus rapidement que le gros sel.

### Physique

#### Propagation des feux
Dans le cadre des feux de forêt, le rapport de la surface d'un combustible solide à son volume est une mesure importante. Le comportement de propagation du feu est fréquemment corrélé au rapport surface/volume du combustible (par exemple, les feuilles et les branches). Plus sa valeur est élevée, plus une particule réagit rapidement aux changements de conditions environnementales, telles que la température ou l'humidité. Des valeurs plus élevées sont également corrélées à des temps d'allumage du carburant plus courts, et donc à des vitesses de propagation du feu plus rapides.

#### Refroidissement planétaire
Un corps de matériau glacé ou rocheux dans l'espace peut, s'il peut construire et retenir suffisamment de chaleur, développer un intérieur différencié et modifier sa surface par l'activité volcanique ou tectonique. La durée pendant laquelle un corps planétaire peut maintenir une activité de modification de surface dépend de la façon dont il retient la chaleur, et cela est régi par son rapport surface/volume.
Pour Vesta (r=263 km), le rapport est si élevé que les astronomes ont été surpris de constater qu'il a fait différencier et ont brièvement l'activité volcanique[Quoi ?]. La lune, Mercure et Mars ont des rayons de l'ordre de quelques milliers de kilomètres ; tous les trois ont suffisamment bien conservé la chaleur pour être complètement différenciés, bien qu'après un milliard d'années environ, ils soient devenus trop froids pour montrer autre chose qu'une activité volcanique très localisée et peu fréquente. En avril 2019, cependant, la NASA a annoncé la détection d'un "marsquake" mesuré le 6 avril 2019 par l'atterrisseur InSight de la NASA. Vénus et Terre (r>6 000 km) ont des rapports surface/volume suffisamment faibles (environ la moitié de celui de Mars et bien inférieur à tous les autres corps rocheux connus) pour que leur perte de chaleur soit minimale.